# Huh7
Huh7 — линия клеток печени человека (гепатокарцинома) для культивирования в лабораторных условиях. Это «хорошо дифференцированная клеточная линия карциномы, выделенная из гепатоцитов, первоначально взятых из опухоли печени 57-летнего японского мужчины в 1982 году». Линия Huh7 широко используется при исследованиях вируса гепатита С и вируса лихорадки денге.
Линия Huh7 сыграла важную роль в исследовании гепатита С. Так, до 2005 года было невозможно культивировать вирус гепатита С in vitro. Использование клеточной линии Huh7 позволило провести скрининг кандидатов на лекарственные средства против культивируемого in vitro вируса гепатита С и открыло возможность разработки новых препаратов. Клеточная линия используется для исследований кандидатных гептопротекторов различного происхождения, например биологической комбинации из регенерирующей и растущей печени.